# الگنووو
الگنووو (به لهستانی:  Elgnowo) یک روستا در لهستان است که در گمینا دانبروونو واقع شده‌است. الگنووو ۴۴۰ نفر جمعیت دارد.